# Růže Hugova
Růže Hugova (Rosa xanthina) je původní, divoce rostoucí druh z rozsáhlého rodu růže (Rosa), v němž je řazen do sekce takzvaných bedrníkolistých růží (Pimpinellifoliae). Pochází z centrální a východní Číny a Korejského poloostrova, v kultuře mnoha zemí včetně České republiky je pěstována a šlechtěna jako okrasná dřevina.

## Popis
Je to opadavý, gejzírovitě rostoucí keř, dorůstající výšky 2–4 metry. Větve mají hnědou barvu, jsou pokryty štíhlými, přímými, jehlicovitými ostny; na bázích výhonů jsou ostny štětinaté. Listy jsou složené, lichozpeřené, 7–15 četné, lístky lysé, nežláznaté, jednoduše zubaté. Květy vyrůstají jednotlivě na letošních květonosných větévkách, jsou oboupohlavné, kališní cípy bez přívěsků, koruna se skládá z pěti korunních plátků světle žluté či krémově žlutobílé barvy. Průměr květu je kolem 5 cm. Rozkvétají obvykle v dubnu až květnu, některé kultivary silně voní, jiné nikoli. Plody jsou drobné, hnědočervené šípky vejčitého či široce obvejčitého tvaru, s lysými  stopkami a často zdužnatěle naběhlou bází. Jde o diploidní druh, ploidie 2n=14.

## Rozšíření
Růže Hugova pochází ze severovýchodní a centrální Číny, Mandžuska a Korejského poloostrova, kde roste v křovinách a lesních lemech, na stráních a otevřených svazích, v nadmořské výšce od 600 do 2300 m.

## Pěstování
Jde o často pěstovanou, oblíbenou sadovou růži v parkových výsadbách a veřejné zeleni, ceněnou pro bohatství žlutých květů a časné kvetení – v mírném klimatu jde o jednu z nejčasněji rozkvétajících růží, často kvete již ve druhé polovině dubna. Do Evropy byla přivezena roku 1899 a během 20. století byla vyšlechtěna řada okrasných kultivarů s prostými nebo i poloplnými květy. Křížením s růží sérskou křídlotrnnou (Rosa sericea var. pteracantha) vznikl kultivar 'Pteragonis' s nápadně velkými, načervenalými ostny.

## Možnosti záměny
Podobně vypadajících žlutokvětých růží se pěstuje v kultuře několik. Taktéž východoasijská růže žlutavá (Rosa xanthina Crép.) se liší větvemi bez štětinatých ostenců a listy zespodu vlnatě chlupatými. Růže žlutá (Rosa foetida), pocházející z Malé a Střední Asie, má listy s menším počtem jařem (2–3), béžové, hákovitě zahnuté ostny a šípky bez zdužnatělé báze; pěstuje se v kultivaru 'Bicolor' s korunními plátky na rubu žlutými a na líci cihlově červenými, nebo v celožlutém plnokvětém kultivaru 'Persian Yellow'.

## Galerie

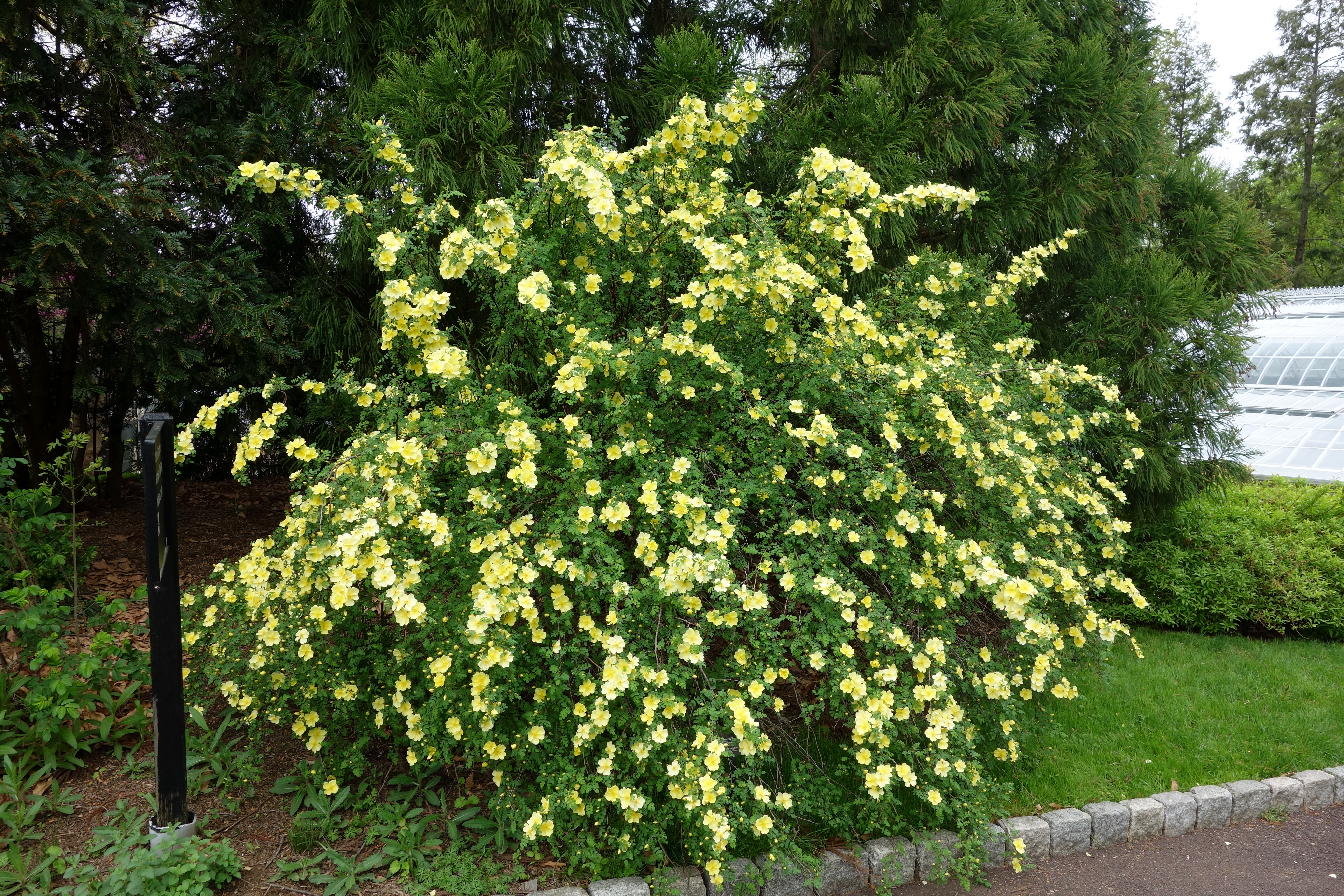
Habitus rozkvetlého keře
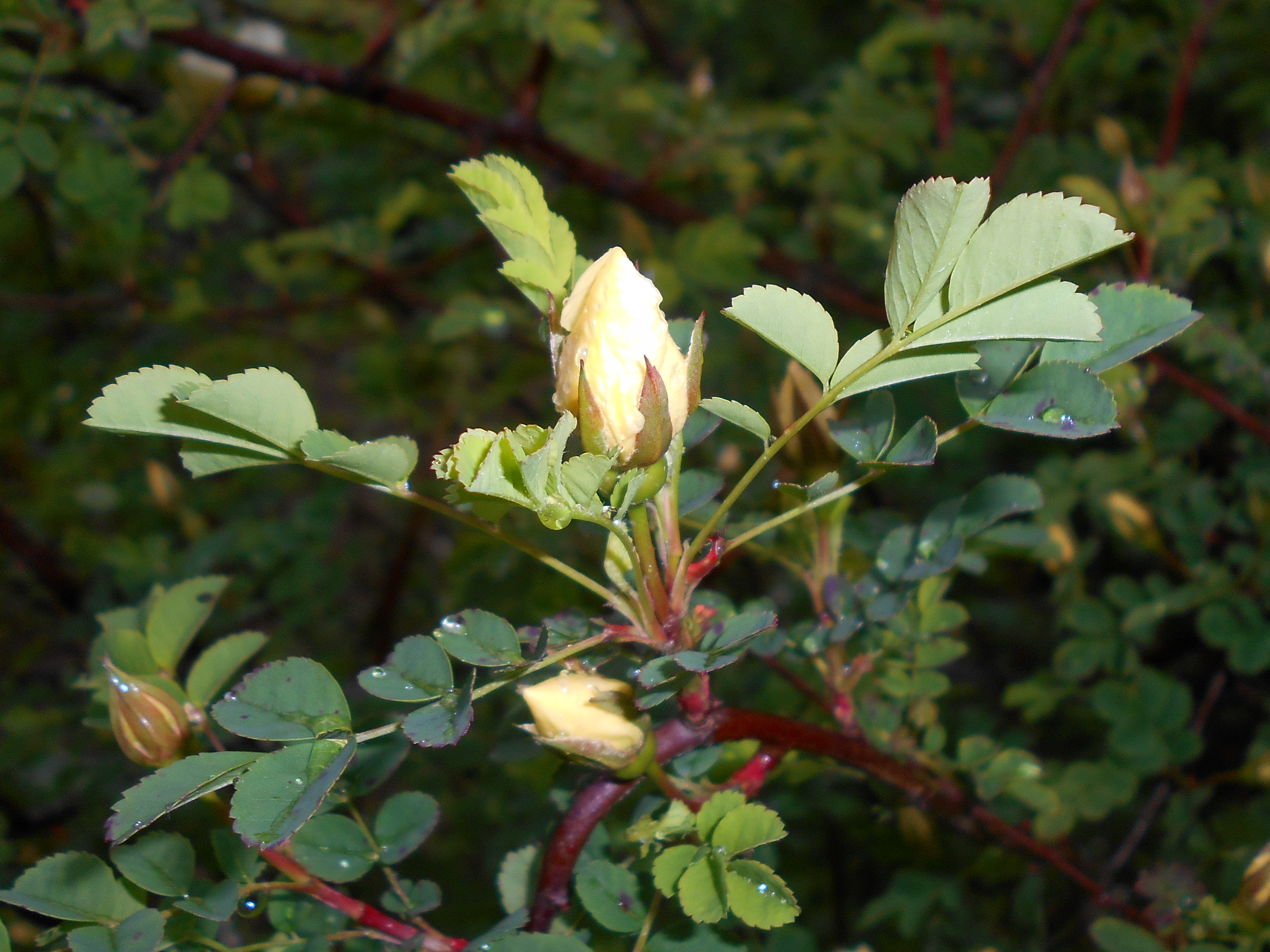
Detail větévky, listů a poupěte
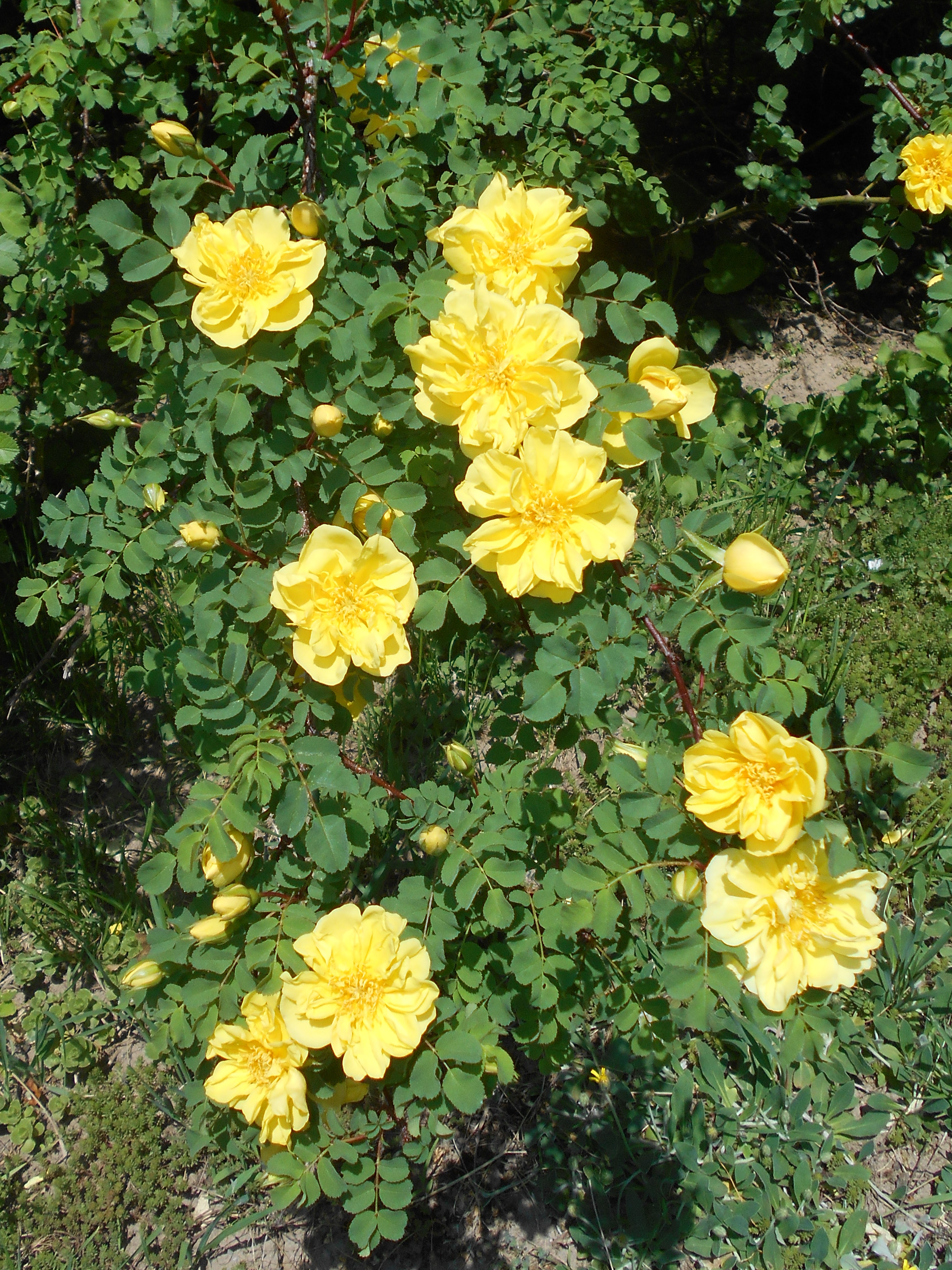
Plnokvětý kultivar
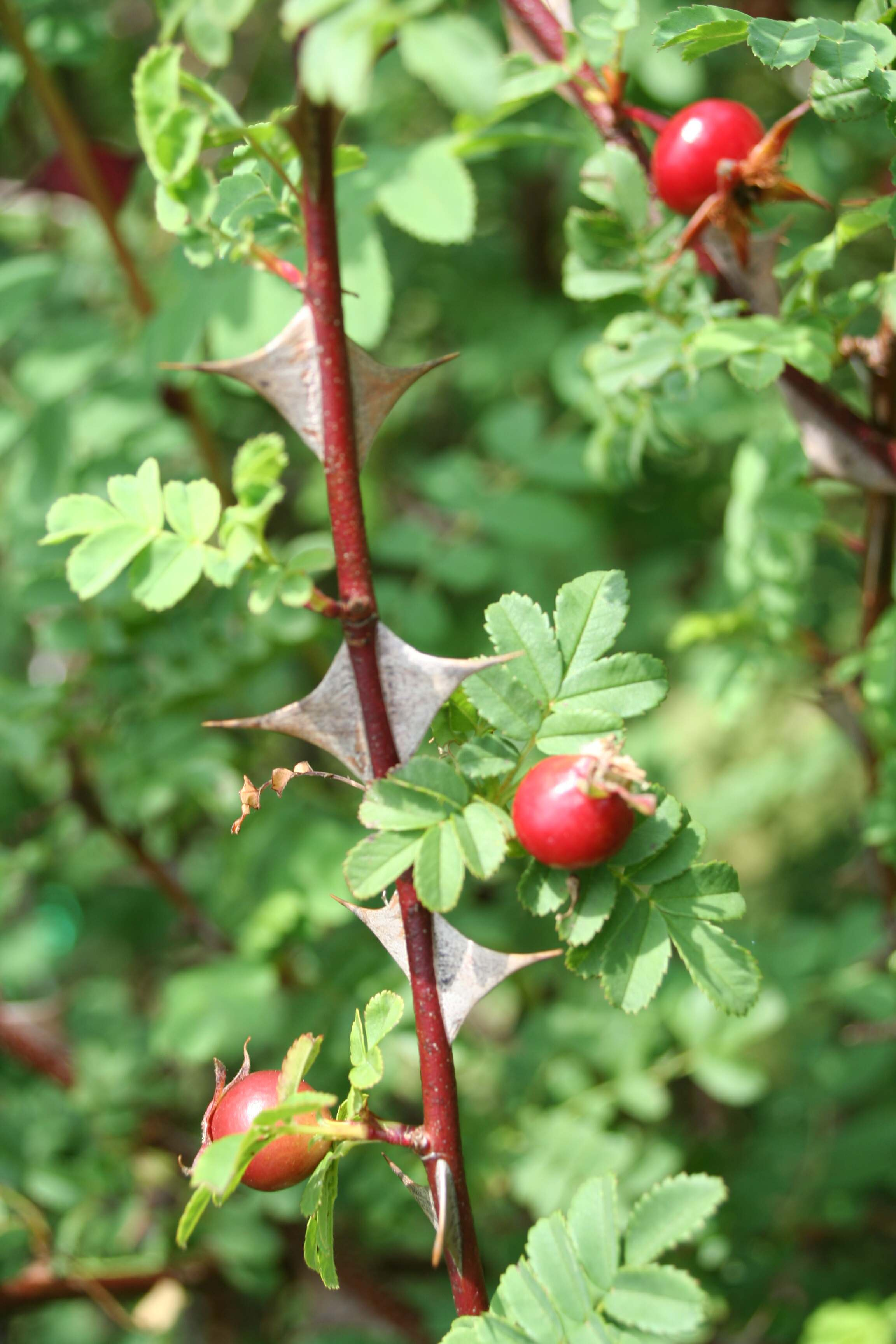
Šípky a ostny varianty Pteragonis